# بان قزمي
بان قزمي (الاسم العلمي: Moringa pygmaea) هو نوع نباتي يتبع جنس البان من الفصيلة البانية.